# Karl Heine
Pour les articles homonymes, voir Heine.
 (octobre 2023).
Ernest Karl (parfois aussi Carl) Erdmann Heine, né le 10 janvier 1819 à Leipzig et mort le 25 août 1888 à Schleußig en Allemagne, est un avocat et un grand entrepreneur allemand,  pionnier industriel qui a façonné le visage de ce qui sont aujourd'hui les quartiers ouest de Leipzig.

## Biographie

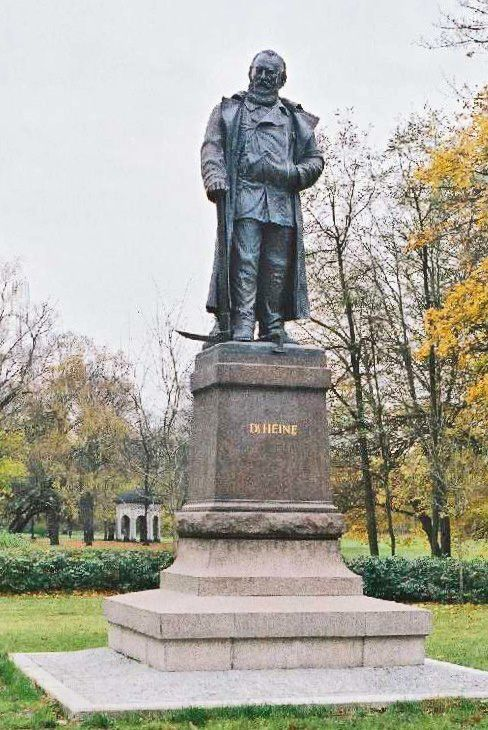
Statue de Karl Heine à Leipzig, par Carl Seffner

Karl Heine est le fils du propriétaire du domaine Neuscherbitz, Johann Carl Friedrich Heine et de son épouse Christiana Dorothea, née Reichel (1781-1857). Son grand-père maternel est le commerçant Erdmann Traugott Reichel (de) de Leipzig. Il fréquente l'École Saint-Thomas de Leipzig, un internat public. Plus tard, il étudie le droit à l'Université de Leipzig où il est membre de la fraternité Corps Saxonia Leipzig. Il obtient un doctorat sur l'utilisation économique des voies navigables et des rives selon la loi de l'État saxon. Plus tard, il s'établit comme avocat à Leipzig.
Après la mort de son grand-père E. T. Reichel (1748–1832), Karl Heine achète les parts du jardin de Reichel (de) à un autre héritier, prend ses terrains et, à partir du milieu du XIXe siècle, il construit progressivement ce qui est aujourd'hui le quartier centre-ouest de Leipzig.
En 1854, Heine agrandit également son domaine dans le Gemeinde de Plagwitz près Leipzig; en 1856, il entreprend la construction du premier tronçon d'un canal navigable reliant les rivières Elster Blanche et Saale, qui porte aujourd'hui son nom (Canal Karl Heine). Pour mettre en œuvre ses projets de construction et d'industrialisation, Heine a créé une « économie » à Plagwitz.
Lorsque le faubourg ouest est reliée à Gemeinde Plagwitz, Heine construit la Plagwitzer Strasse (aujourd'hui nommée Käthe-Kollwitz-Strasse), une rue au sud de l'ancienne route de Leipzig à Lindenau parallèle à la nouvelle rue. Contre l'opposition du conseil municipal de Leipzig, il construit également le pont Plagwitz, qui relie la Leipziger Strasse à Plagwitz (aujourd'hui: Karl-Heine-Straße).
Karl Heine est membre de la Diète saxonne de 1870 jusqu'à sa mort. Il est également représentant au conseil municipal de Leipzig.

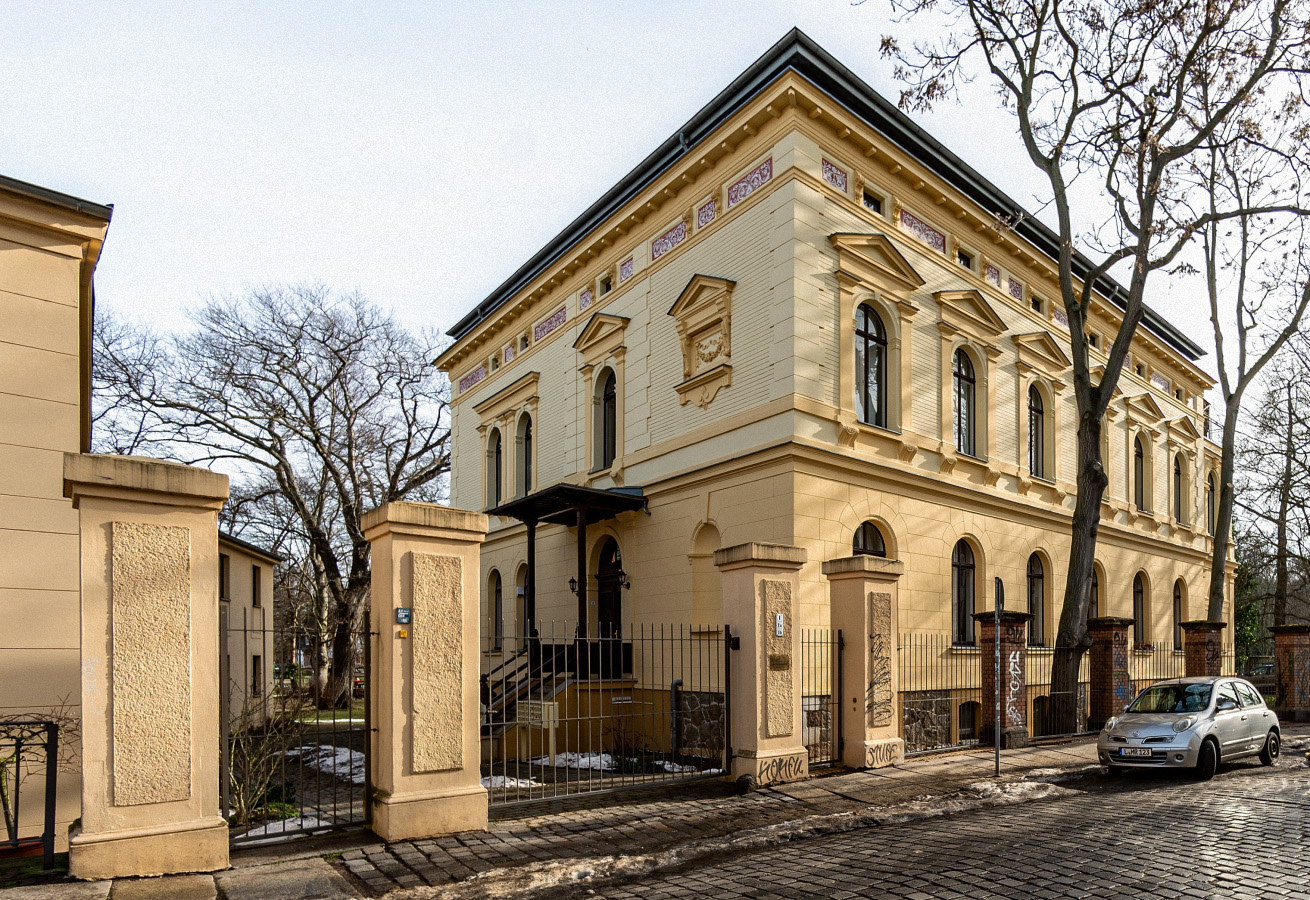

En 1874, il emménage dans sa villa nouvellement construite à Neuschleußig (Ville Karl-Heine (de), Könneritzstrasse 1), où il réside jusqu'à sa mort.
En 1876, un projet de construction est approuvé, prévoyant la fusion des prairies et des champs de Karl Heine dans la partie nord du Schleußig (Neuschleußig) avec le domaine de Bernhard Hüffer (de) (1824-1904) et de vastes terres forestières non aménagées. Ces zones seraient désignées comme nouvelles zones résidentielles.
Le 24 mai 1888, Heine fonde la Westend-Baugesellschaft, une entreprise de construction, pour poursuivre son travail de développement de l'économie de Leipzig après sa mort.
Depuis 1854, Karl Heine est également membre de la loge maçonnique « Apollo » de Leipzig. Il décède le 25 août 1888, à l'âge de 69 ans, à Schleußig.

## Honneurs
En 1897, la ville de Leipzig rend hommage à Karl Heine avec un monument. Le monument a été fondu pendant la Seconde Guerre mondiale mais a été rénové en 2001. De nombreuses rues et une place portent son nom. (Erdmannstrasse, 1891; Karl-Heine-Strasse, 1904; Karl-Heine-Platz, et al.).
En 2003, une école professionnelle de Leipzig adopte le nom de Karl-Heine-Schule.